# Værløse Kommune
| Strukturdaten       | Strukturdaten  |
| ------------------- | -------------- |
| Gemeindenummer      | 189            |
| Sitz der Verwaltung | Værløse        |
| Fläche              | 33,99 km²      |
| Einwohner           | 18.633 (2006)  |
| Kommune seit 2007   | Furesø Kommune |

Værløse Kommune war bis Dezember 2006 eine dänische Kommune im damaligen Københavns Amt auf der Hauptinsel Seeland. Seit Januar 2007 ist sie zusammen mit der ehemaligen Kommune Farum Teil der neugebildeten Furesø Kommune. Værløse Kommune lag im nordwestlichen Vorortbereich von Kopenhagen und umfasste die Stadtteile Værløse, Hareskovby, Kirke Værløse und Jonstrup.
Südlich des Hauptortes befindet sich die gleichnamige Flyvestation, ein deaktivierter Militärflugplatz.
und die Rund- und Langdyssen im Jonstrup Vang. 
Die Dolmen im Ryget Skov liegen nordwestlich von Værløse, am Westende des Farum Sø (See).